# West Elizabeth
West Elizabeth es un borough ubicado en el condado de Allegheny en el estado estadounidense de Pensilvania. En el año 2000 tenía una población de 565 habitantes y una densidad poblacional de 727.2 personas por km².

## Geografía
West Elizabeth se encuentra ubicado en las coordenadas 40°16′22″N 79°53′42″O / 40.27278, -79.89500.

## Demografía
Según la Oficina del Censo en 2000 los ingresos medios por hogar en la localidad eran de $26,339 y los ingresos medios por familia eran $32,500. Los hombres tenían unos ingresos medios de $36,667 frente a los $19,712 para las mujeres. La renta per cápita para la localidad era de $14,687. Alrededor del 15.5% de la población estaba por debajo del umbral de pobreza.